# Ван Чунь
Ван Чунь(кит. упр. 王纯, пиньинь Wáng Chún) — мальтийский предприниматель и астронавт, спонсировавший и возглавивший частную пилотируемую космическую миссию Fram2.

## Биография
Ван Чунь родился в 1982 году в Китайском городе Тяньцзинь. Проработав несколько лет простым программистом в Китае, бросив учёбу в университете, Ван сделал головокружительную финансовую карьеру, открыв для себя биткоин. Начиная с 2013 года, он вместе с компаньонами создал несколько крупнейших в мире объединений майнеров криптовалюты. В настоящее время по некоторым оценкам биткойн-активы Вана составляют более 300 миллионов долларов. Финансовые успехи позволяют ему большую часть времени проводить в путешествиях по странам мира, их число перевалило за 100. Любовь к путешествиям привела Вана к идее покупки космического полета. В результате, в 2024 году у компании SpaceX был заказан космический полет космического корабля Crew Dragon с экипажем из четырёх человек, стоимость, которого, по оценкам экспертов, может превысить 55 миллионов долларов за каждое место. Миссия получила название Fram2 в честь одноимённого норвежского судна начала 20-го века для исследования полярных областей планеты.
Частная миссия Fram2, которую возглавил Ван Чунь, продолжительностью 3 суток 14 часов 33 минуты была реализована на многоразовом космическом корабле Crew Dragon Resilience в период с 1-го по 4-е апреля 1925 года. Это был первый пилотируемый космический полет по полярной орбите Земли. Во время полета экипаж провел 22 эксперимента, включая первые медицинские рентгеновские снимки, сделанные на орбите.